# 圣母无原罪堂 (马德里)
马德里
圣母无原罪堂 (西班牙语: iglesia de la Concepción)是西班牙马德里的一座新哥特式天主教堂。
它坐落在戈雅街，建于1912-1914年。负责教堂设计的建筑师是Eugenio Jiménez Correa , 他在1910年去世后，由另一位建筑师 Jesús Carrasco 完成了这项工程。钟楼高43.7米，上面是一个铁尖顶，最顶部则是圣母无原罪雕像。西班牙国王阿方索十三世 和王后维多利亚·欧亨尼亚参加了教堂的开幕式。仪式于1914年5月11日举行。这座建筑经过数次改建: 1950年代、1985年和2013年。
在1977年7月8日列为西班牙文化财产。